# Pewnego razu na Dzikim Zachodzie
Pewnego razu na Dzikim Zachodzie (ang. Once Upon a Time in the West, wł. C'era una volta il West) – film Sergia Leone z 1968 nakręcony w koprodukcji włosko-amerykańskiej, spaghetti western uważany przez wielu za szczytowe osiągnięcie gatunku.
W filmie wystąpili m.in. Henry Fonda jako bezwzględny zabójca Frank, Charles Bronson jako tajemniczy rewolwerowiec bez imienia, Jason Robards jako romantyczny łotrzyk Cheyenne oraz Claudia Cardinale jako eksprostytutka Jill McBain. Muzykę do filmu napisał włoski kompozytor Ennio Morricone już podczas czytania scenariusza. Sama muzyka jest tak samo integralną częścią filmu, jak dialogi i gra aktorska.
Film opowiada o zmierzchu Dzikiego Zachodu, w którego świat wkracza powoli postęp (symbolizowany przez kolej). Jest to pewnego rodzaju kwintesencja gatunku, gdyż obraz nawiązuje do wielu amerykańskich westernowych klasyków, m.in. W samo południe, Ostatni zachód słońca, Johnny Guitar, Poszukiwacze, Żelazny koń i wielu innych.
W 2009 roku został wprowadzony do Narodowego Rejestru Filmowego Stanów Zjednoczonych jako film „znaczący kulturowo, historycznie bądź estetycznie”.

## Zarys fabuły
Irlandczyk McBain, ojciec trójki dzieci i wdowiec, zainwestował majątek w ziemię, przez którą jego zdaniem będzie musiała przechodzić trasa kolei parowej, albowiem jest to jedyna ziemia w tej okolicy obfita w niezbędną dla kolei wodę. McBain wie, że budowa kolei, stacji i miasta wokół stacji, uczyni go bogaczem, lecz póki co rodzina żyje skromnie. McBain w sekrecie żeni się z piękną prostytutką Jill, poznaną w Nowym Orleanie, po czym sam wraca do domu na pustkowiu, gdzie przygotowuje weselną ucztę. Nim dochodzi do wesela, pojawia się Frank ze swoimi opryszkami i zabija całą rodzinę McBainów. Frank zostawia ślady mające szeryfowi nasunąć podejrzenia, iż mordercą jest Cheyenne i jego gang. Tymczasem człowiek zwany Harmonijką usiłuje spotkać się z Frankiem, Frank jednak na spotkanie wysyła swoich ludzi, których Harmonijka zabija. Jill jedzie do swego nowo poślubionego męża, na miejscu dowiaduje się, że cała rodzina nie żyje i to ona dziedziczy posiadłość.
Okazuje się, że Frank działa na zlecenie bogatego biznesmena Mortona, który chce przed śmiercią (choruje na gwałtownie postępującą gruźlicę kości) wybudować i posiadać linię kolei biegnącą przez cały kraj ze Wschodu na Zachód. Aby tego dokonać za wszelką cenę musi mieć ziemię McBaina. Mający stare porachunki z Frankiem Harmonijka oraz wrobiony przez Franka w morderstwo McBainów Cheyenne postanawiają pomóc pięknej wdowie.

## Obsada
- Claudia Cardinale jako Jill McBain
- Henry Fonda jako Frank
- Jason Robards jako Cheyenne
- Charles Bronson jako człowiek z harmonijką
- Frank Wolff jako Brett McBain
- Gabriele Ferzetti jako Morton
- Al Mulock, Woody Strode i Jack Elam jako trójka członków bandy Franka
- Lionel Stander jako barman
- Paolo Stoppa jako Sam
- Keenan Wynn jako szeryf
- Claudio Mancini jako brat Harmonijki
- Dino Mele jako młody Harmonijka

## Odbiór
W serwisie Rotten Tomatoes 96% z 68 recenzji filmu uznano za pozytywne, a średnia ocen wystawionych na ich podstawie wyniosła 9,1/10.